# جینی (دیزنی)
جینی یا غول چراغ جادو (به انگلیسی: Genie) یک شخصیت داستانی جن است که اولین بار در سی و یکمین فیلم پویانمایی بلند والت دیزنی پیکچرز علاءالدین (۱۹۹۲) به نمایش درمی‌آید و ظاهر می‌شود. صداپیشگی او را نخست رابین ویلیامز در اولین فیلم بر عهده داشت. پس از اختلاف قراردادی بین رابین ویلیامز و شرکت والت دیزنی، دن کستلانتا صداپیشگی جینی را در طول فیلم ویدئویی بازگشت جعفر و مجموعه تلویزیونی پویانمایی بر عهده داشت، البته این قبل از این بود که رابین ویلیامز نقش را برای قسمت آخر، علاءالدین و شاه دزدان، و همچنین برای مجموعه کوتاه خود شخصیت، ذهن‌های بزرگ برای خودشان فکر می‌کنند پس بگیرد.
دن کستلانتا همچنان صداپیشگی جینی در علاءالدین در انتقام نصیرا و بعداً مجموعه بازی‌های ویدئویی کینگدم هارتس توسط اسکوئر انیکس و استودیو دیزنی اینتراکتیو در کینگدم هارتس و کینگدم هارتس ۲ (با صدای بایگانی شده در سایر بازی‌های کینگدم هارتس) را به عهده داشت. جیم میسکیمن این نقش را در دیزنی سریع فکر کن (۲۰۰۸) و کینکت: ماجراهای دیزنی‌لند (۲۰۱۱) بر عهده گرفت و در حال حاضر پس از مرگ رابین ویلیامز در سال ۲۰۱۴ صداپیشگی را او را بر عهده دارد. ویل اسمیت در اقتباس لایواکشن سال ۲۰۱۹ از فیلم اصلی ۱۹۹۲ نقش نسخه لایواکشن این شخصیت را بازی می‌کند.

## توسعه
جینی علاوه بر اینکه تا حد زیادی طرح فیلم اول را پیش می‌برد، در هر کدام از حضورهایش او فن نمایشی آرامه خنده‌دار را اجرا می‌کند. نشان داده شده که وی توانایی‌های بی‌نهایتی در دگرپیکری دارد، که باعث می‌شود شوخی‌های دیداری بسیاری داشته باشد. با این حال، او نمی‌تواند کسی را بکشد، کسی را عاشق کند، مرده‌ها را زنده کند، یا آرزوهای دیگری را ارائه دهد. توانایی‌های زیاد و فراطبیعی جینی به او اجازه می‌دهد دیوار چهارم را بشکند و همچنین از مردم واقعی و فرهنگ عامه کاملاً فراتر از مرزهای جهان بومی خود تقلید کند. به عنوان مثال، در حین تولید علاءالدین رابین ویلیامز به میل خود جعل هویت‌های گوناگونی را اجرا می‌کرد و اریک گلدبرگ، پویانمای وی، تعدادی از آن‌ها را انتخاب می‌کرد که به فیلم اضافه شوند. یکی از آنها تقلیدی از رشد بینی پینوکیو بود که باعث شد سر جینی به بینی پینوکیو تبدیل شود. آهنگسازان آلن منکن و هاوارد اشمن، جینی را به عنوان یک خواننده جاز در محله هارلم، مانند فتس والر یا کب کلووی تصور کرده بودند؛ بنابراین آلن منکن می‌ترسید که رابین ویلیامز نتواند توانایی‌های خوانندگی مورد نیاز را به نمایش بگذارد، تنها پس از دیدن اجراهای دوست همانند من و شاهزاده علی رابین ویلیامز در خانه‌اش در لس آنجلس، نظر خود را تغییر داد.
استقبال از مشارکت رابین ویلیامز برای ادای احترام پس از مرگ او در سال ۲۰۱۴ تأثیر داشت و منتقدان جینی را به یاد ماندنی‌ترین اجرای او می‌دانستند. آلن منکن، آهنگساز علاءالدین، ابراز تأسف کرد که رابین ویلیامز می‌درخشید و سزاوار ستایش، خنده‌دار، دلسوز و آسیب‌پذیر بود.

## ظواهر

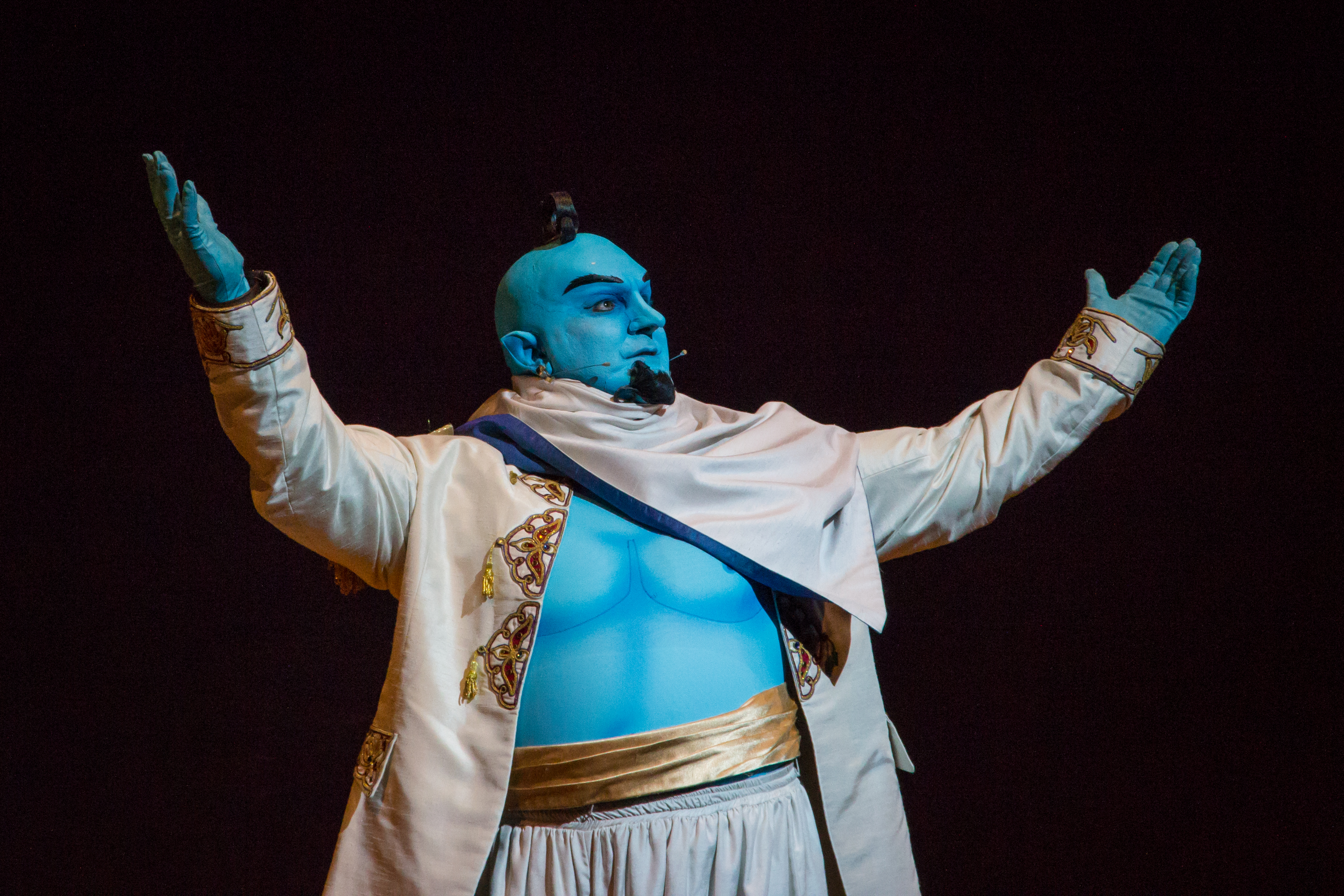
موزیکال خارق العاده علاءالدین در Disney California Adventure

### علاءالدین
جینی برای اولین بار در علاءالدین ظاهر می‌شود، او از یک چراغ موشی جادویی آزاد می‌شود، که عبارات جینی در چراغ جادو یا جینی در بطری برای اشاره به اوست، این اصطلاح توسط یکی از افرادی که در غار عجایب بوده ابداع شده‌است. بعد از اینکه او توضیح می‌دهد که می‌تواند سه آرزوی هر نفر را برآورده کند، علاءالدین با توجه به اینکه جینی تنها در صورت استفاده از یکی از آرزوهایش به او امکان خروج از غار را می‌دهد، از طریق روانشناسی معکوس او را فریب می‌دهد تا خودش و ابو را بدون استفاده از آرزو از غار آزاد کند. کمی بعد، جینی وقتی متوجه می‌شود که علاءالدین از اولین آرزوی خود برای خارج شدن از غار استفاده نکرده، شوکه می‌شود و موافقت می‌کند که اجازه دهد اولین آرزوی علاءالدین در امان بماند. در پاسخ به این سؤال علاءالدین که جینی چه آرزویی دارد، جینی اعتراف می‌کند که آرزوی آزادی دارد، زیرا جن‌هایی که جن چراغ جادو هستند باید از دستورهای یک ارباب که در این مورد، علاءالدین است پیروی کنند. او قول علاءالدین را برای استفاده از آرزوی سوم برای آزاد کردن او می‌پذیرد، سپس اولین آرزوی علاءالدین را برآورده می‌کند: او را شاهزاده بسازد تا بتواند به‌طور قانونی با شاهدخت جاسمین ازدواج کند. جینی پس از هدایت یک رژه به همراه علاءالدین به کاخ آگرابا می‌رود. زمانی که علاءالدین زنجیر شده، دهانش را می‌بندند و توسط نگهبانان جعفر از صخره‌ای به اقیانوس پرتاب می‌شود که در این هنگام آرزوی دوم علاءالدین را برآورده می‌کند که نجات اوست… جینی از علاءالدین می‌پرسد که آیا این آرزوی اوست و علاءالدین با تکان دادن سرش تأیید می‌کند سپس جینی علاءالدین را نجات می‌دهد. بعداً، جینی با علاءالدین درگیر می‌شود که دلیلش این است که علاءالدین می‌ترسد از اینکه چه اتفاقی می‌افتد اگر کسی بفهمد که او عضو خانواده سلطنتی نیست، برای همین فکر می‌کند ممکن است مجبور شود قولش را برای استفاده از آرزوی سوم زیر پا بگذارد.
لاگو، طوطی جعفر به زودی چراغ جادویی را می‌دزدد و به جعفر تحویل می‌دهد و ارباب جدید جینی، جعفر می‌شود. جینی چاره‌ای جز برآورده کردن آرزوی‌های جعفر برای تبدیل شدن به سلطان آگرابا و قدرتمندترین جادوگر جهان ندارد. سپس جعفر او را برده‌ای می‌کند که هدفی در زندگی ندارد جز اینکه با عذاب سلطان سابق، جعفر را سرگرم کند. در جریان نبرد نهایی بین علاءالدین و جعفر، وقتی علاءالدین جعفر را متقاعد می‌کند که آرزو کند جن چراغ جادو شود جینی مجبور می‌شود به آرزوی نهایی جعفر برای تبدیل شدن به یک جن چراغ جادو قدرتمند پاسخ دهد. با این حال، همان‌طور که هر دو می‌دانند، برآورده شدن این آرزو باعث می‌شود که جعفر در چراغ خود زندانی شود تا زمانی که فردی او را از چراغ بیرون بیارد حالا جینی که اکنون راحت‌تر شده‌است، آن را به صحرا پرتاب می‌کند و آگرابا را از ظلم و ستمش رها می‌کند. در حالی که جینی حاضر است آزادی خود را فدا کند تا به علاءالدین اجازه دهد با شاهدخت جاسمین باشد، علاءالدین تصمیم می‌گیرد به وعده اصلی خود عمل کند و از آخرین آرزوی خود برای رهایی جینی از چراغ جادو خود استفاده کند که باعث تعجب و خوشحالی جینی می‌شود. علاءالدین همچنان می‌تواند با شاهدخت جاسمین ازدواج کند، زیرا سلطان از عشق زوج جوان به یکدیگر متأثر می‌شود، بنابراین او قانون را تغییر می‌دهد تا شاهدخت بتواند با هر کسی که می‌خواهد ازدواج کند. جینی که اکنون آزاد شده با علاءالدین خداحافظی می‌کند و آگرابا را ترک می‌کند تا جهان را کشف کند.

### بازگشت جعفر
در بازگشت جعفر، جینی پس از سفر یک ساله‌اش به دور دنیا به آگرابا بازمی‌گردد و به این نتیجه می‌رسد که بدون دوستانش آن‌قدرها هم عالی نیست بنابراین او با آن‌ها تجربه‌های خود را از این سفر به اشتراک می‌گذارد. قدرت‌های او با توجه به حرف خودش کاهش می‌یابد، زیرا یک جن آزاد شده قدرت کمتری نسبت به جنی دارد که جن چراغ جادو است. اگرچه او هنوز چندین توانایی خود را حفظ کرده، که از جمله مهم‌ترین آنها توانایی دگرپیکری و پرواز است. در شب بازگشت او، پس از اینکه جاسمین و علاءالدین بر سر اینکه علاءالدین حضور لاگو را از او مخفی نگه دارد، دعوا می‌کنند، جینی لاگو را متقاعد می‌کند تا به او کمک کند تا این زوج آشتی کنند. بعداً در فیلم، وقتی علاءالدین، لاگو و سلطان بدون او به گردش می‌روند، جینی و ابو برای خود پیک‌نیک برگزار می‌کنند اما با جعفر روبه‌رو می‌شوند. با وجود مبارزه شجاعانه با جعفر، هم جینی و هم ابو زندانی می‌شوند. در نهایت سلطان، شاهدخت جاسمین و فرش جادویی که همگی توسط جعفر اسیر شدند به آنها ملحق می‌شوند. جینی پس از آزاد شدن از زندان توسط لاگو، علاءالدین را از اعدام نجات می‌دهد. بعد از اینکه قهرمانان دوباره جمع می‌شوند، جینی می‌گوید که نابود کردن چراغ جادوی جعفر تنها راهی است که سبب نابودی جعفر می‌شود. نقشه آنها برای گرفتن محتاطانه چراغ بی‌توجه نمی‌ماند و آنها به جنگ کشیده می‌شوند. جینی در طول این نبرد چندین بار به قهرمانان کمک کرد، با گرفتن علاءالدینی که در حال سقوط کردن است و در حالی که علاءالدین در حال گرفتن چراغ است با تغییر شکل سعی می‌کند حواس جعفر را پرت کند. با این حال، این نیز شکست می‌خورد زیرا جعفر از گرفتن چراغ جلوگیری می‌کند و از قدرت خود برای شکافتن زمین بر روی دریایی از ماگما استفاده می‌کند. پس از اینکه لاگوی اصلاح شده در تلاش برای دادن چراغ به علاءالدین سرنگون می‌شود، طوطی شجاعانه چراغ را به درون گدازه می‌اندازد و به این ترتیب جعفر را یک بار برای همیشه نابود می‌کند. جینی، جاسمین را از موقعیت خطرناکی با کشش خود نجات می‌دهد، زیرا زمین در حال بسته شدن است، و خود را کش می‌دهد تا آن‌ها بتوانند به موقع خارج شوند. وقتی متوجه می‌شود که لاگو از نبرد جان سالم به در برده‌است، جشن آتش بازی می‌گیرد.

### علاءالدین (مجموعه تلویزیونی پویانمایی)
جینی یک شخصیت اصلی در مجموعه تلویزیونی پویانمایی علاءالدین است، اگرچه مشارکت‌های او گاهی محدود است. از آنجایی که نمایش مستقیماً پس از بازگشت جعفر است، جینی که زمانی قادر کامل بود اکنون به سمت قدرت‌های نیمه خارق‌العاده و تقریباً کیهانی رفته‌است، که این باعث می‌شود او در انجام برخی از جادوها ناتوان باشد و دیگر برخی از توانایی‌های قدیم خود را نداشته باشد. در یکی از قسمت‌ها، هنگامی که گروهی از جن‌ها قصر را در هوا بلند می‌کنند و سپس آن را به زمین می‌اندازند، جینی با دقت به این اشاره می‌کند که چگونه قصر را در گذشته بلند کرده بوده‌است، اما نمی‌تواند این کار را در این موقعیت مجدداً انجام دهد، برای جعل کردن کار قدیمی‌اش به فرش نیاز دارد تا جن‌ها را فریب دهد و قصر را در مکان امنی پایین آورد و به زمین بیندازد. با این وضعیت جینی، او هنوز یکی از اعضای جدا نشدنی گروه علاءالدین هست و در موارد خیلی زیادی در مجموعه تلویزیونی پویانمایی حضور داشت که جادوی نیمه خارق‌العاده او برای پیروزی خیلی مهم بود و وضعیت بدون او ناامیدکننده بود. جینی همچنین مهمان خانه موش است و در بازی ویدئویی دیزنی سریع فکر کن به عنوان میزبان بازی می‌کند.

### علاءالدین و شاه دزدان
در علاءالدین و شاه دزدان، جینی نقش کمی کوچکتر را ایفا می‌کند. او بر خلاف فیلم اول و دوم نقش خیلی فعالی در این فیلم ندارد و در نتیجه زمان کمتری برای نمایش دادن خود دارد.
با این وجود، او همچنان به عنوان بهترین دوست و پشتیبان اخلاقی علاءالدین عمل می‌کند. او همچنین به نظر می‌رسد که به همان اندازه که در فیلم اول بود قدرتمند است، زیرا تلاش‌های او به نتیجه می‌رسند و مشکلی در جادو ندارد، چیزی که نشان می‌دهد کم قدرتی او موقتی بوده‌است.

### بازی‌های ویدئویی
جینی در بیشتر قسمت‌های مجموعه بازی‌های ویدئویی کینگدم هارتس ظاهر می‌شود. او در بازی اول بیشتر مانند فیلم است که چراغش توسط علاءالدین پیدا می‌شود. تفاوت کلی این است که تمام آرزوهای علاءالدین برای رهایی از مشکل به هدر می‌رود آرزوی اول صرف خلاص شدن از حمله Heartless و دومی صرف نجات شاهدهت جاسمین از دست جعفر می‌شوند. در نهایت، لاگو چراغ جینی را می‌دزد و او را مجبور می‌کند که سوراخ جای کلید آگرابا را به جعفر نشان دهد و به او در مبارزه با سورا و دوستان سورا کمک کند. پس از شکست جعفر، علاءالدین آرزو می‌کند که جینی از شر چراغش رها شود. او سپس برای سورا احضار می‌شود. جینی زمان بسیار کمتری روی صفحه نمایش دارد و ارتباط کمتری با داستان در کینگدم هارتس ۲ دارد. وی همانند بازگشت جعفر، همراه با فرش جادویی به دیدن دنیا می‌رود. او بیشتر بخش اکشن را از دست می‌دهد، اما نزدیک به پایان اولین دیدار سورا می‌رسد و وقتی پیت می‌خواهد جعفر را از شر چراغش رها کند مزاحمش می‌شود و جلویش را می‌گیرد. همچنین، جینی یک‌بار دیگر شریک احضار سورا می‌شود، اما جدیدترین ویژگی‌اش کپی کردن فرم‌های درایو سورا و استفاده از کپی خودش از کِی‌بِلِید است (به استثنای فرم لیمیت در ترکیب نهایی کینگدم هارتس ۲). جینی همچنین برای مدت کوتاهی در کینگدم هارتس ۲/۳۵۸ روز ظاهر می‌شود و با شیون و روکساس هنگام بازگشت به آگرابا ارتباط متقابل دارد. او همچنین به عنوان میزبان برنامه دیزنی سریع فکر کن، بازیکنان و راندهای بازی را معرفی می‌کند، و همچنین بازیکنان را بر اساس تعداد امتیازات رتبه‌بندی می‌کند (و اظهار نظر و صحبت دربارهٔ مواردی همانند گرفتن پاسخ اشتباه توسط همه بازیکنان و توقف برای استراحت خیلی کوتاه می‌کند).

### لایواکشن
در اقتباس لایواکشن علاءالدین جینی توسط ویل اسمیت در سال ۲۰۱۹، به تصویر کشیده می‌شود که ظاهرش به‌طور متناوب بین پوست آبی کلاسیک و شکل انسانی‌اش به تصویر کشیده می‌شود. این نسخه به‌طور قابل توجهی کمتر از فیلم اصلی حواس‌پرت است و شخصیتی آرام و طعنه‌آمیز دارد. در لایواکشن، آرزوها باید با کلمات مشخص‌تری انجام شود وگرنه جینی می‌تواند چیزی متفاوت از آنچه در نظر اربابش گرفته شده بود ارائه دهد، چیزی که علاءالدین بعدها برای فریب دادن جعفر برای تبدیل شدن به یک جینی استفاده کرد. علاوه بر این، در این نسخه، جینی به وضوح بیان می‌کند که قدرت او از چراغ جادو و همین‌طور خودش می‌آید، در نتیجه وقتی از چراغ رها می‌شود، تبدیل به یک انسان می‌شود. جینی همچنین به دالیا، خدمتکار جاسمین علاقه دارد و بعداً وقتی انسان می‌شود از او خواستگاری می‌کند و با هم ازدواج می‌کنند و بعد از آن جینی از همسرش دالیا می‌خواهد به او در سفر به سراسر دنیا بپیوندد. شروع فیلم دارای یک پیچش داستانی است که در آن جینی انسان‌شده داستان علاءالدین را برای فرزندان و همسرش دالیا تعریف می‌کند، این در واقع اشاره‌ای به بخشی حذف شده از فیلم پویانمایی اول که در آن دستفروش از ابتدا خود را به عنوان جینی نشان می‌دهد دارد.

### در تم پارک‌ها
در ۱۸ اوت ۲۰۲۱، دیزنی اعلام کرد که جینی طلسم paid skip-the-line service به نام جینی پلاس خواهد بود که قرار بود اواخر پائیز ۲۰۲۱ اجرا شود.